# 达尼 (塞纳-马恩省)
达尼（法語：Dagny，法語發音：[daɲi] ⓘ）是法国塞纳-马恩省的一个市镇，属于莫城区。

## 地理
达尼（48°43'3"N, 3°10'15"E）面积7.89 平方千米，位于法国法蘭西島大區塞纳-马恩省，该省份为法国北部内陆省份，北起瓦兹省，西接埃松省、马恩河谷省、塞纳-圣但尼省和瓦兹河谷省，南至卢瓦雷省，东南接约讷省，东临马恩省和奥布省，东北接埃纳省。
与达尼接壤的市镇（或旧市镇、城区）包括：巴诺-维勒加尼翁、舍夫吕、阿米伊、弗雷图瓦、茹伊勒沙泰勒。

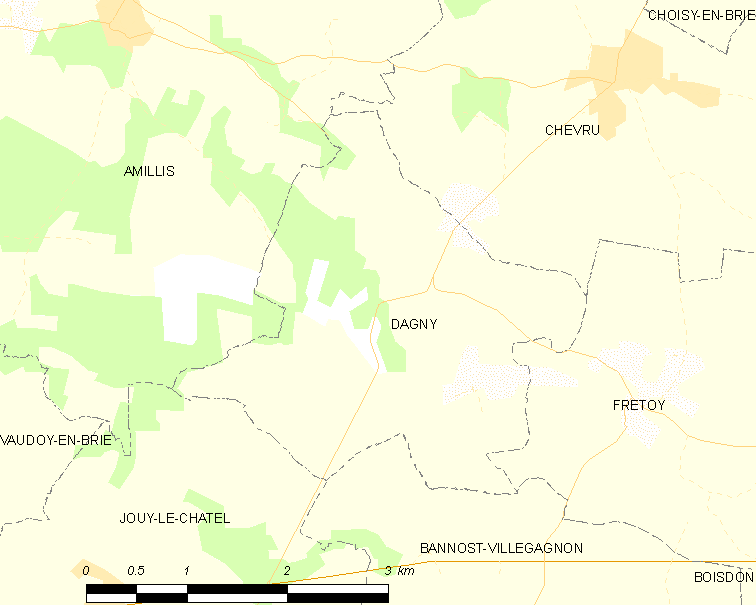
的OSM定位图

达尼的时区为UTC+01:00、UTC+02:00（夏令时）。

## 行政
达尼的邮政编码为77320，INSEE市镇编码为77151。

## 政治
达尼所属的省级选区为库洛米耶县。

## 人口

1962-2008年间人口变化图示

达尼于2022年1月1日时的人口数量为293人。